# Lars Ahlström (politiker)
Lars Gunnar Ahlström, född 21 februari 1930 i Gamlestads församling i Göteborg, död 12 juli 2001 i Tanum, var en svensk konditor och politiker (moderat). Han var riksdagsledamot mellan 1982 och 1991, invald för Göteborgs kommuns valkrets.